# Паоли (Пенсилванија)
Паоли (енгл. Paoli) насељено је место без административног статуса у америчкој савезној држави Пенсилванија.

## Демографија
По попису из 2010. године број становника је 5.575, што је 150 (2,8%) становника више него 2000. године.
| Група             | 2000.         | 2010.         |
| Белци             | 4.909 (90,5%) | 4.606 (82,6%) |
| Афроамериканци    | 291 (5,4%)    | 382 (6,9%)    |
| Азијати           | 143 (2,6%)    | 366 (6,6%)    |
| Хиспаноамериканци | 46 (0,8%)     | 130 (2,3%)    |
| Укупно            | 5.425         | 5.575         |